# Serednea Rudnea, Ovruci
Serednea Rudnea (în ucraineană Середня Рудня) este un sat în comuna Sloboda din raionul Ovruci, regiunea Jîtomîr, Ucraina.

## Demografie
Componența lingvistică a localității Serednea Rudnea
     Ucraineană (100%)
Conform recensământului din 2001, toată populația localității Serednea Rudnea era vorbitoare de ucraineană (100%).